# Hendrik van Heuraet
Hendrik van Heuraet (Haarlem, 1633 — Leiden, c. 1660) foi um matemático neerlandês.
Foi um dos iniciadores do estudo matemático do conceito de integral. A partir de 1653 estudou na Universidade de Leiden, onde interagiu com Frans van Schooten, Johannes Hudde e Christiaan Huygens. Em 1658 mudou-se juntamente com Hudde para Saumur, na França. Retornou a Leiden no ano seguinte como médico.